# Sataspes chinensis
Sataspes chinensis är en fjärilsart som beskrevs av Clayton Dissinger Mell 1922. Sataspes chinensis ingår i släktet Sataspes och familjen svärmare. Inga underarter finns listade.